# Suren Aslamazaszwili
Suren Artiomowicz Aslamazaszwili (Aslamazjan) (ros. Суре́н Артёмович Асламазашви́ли (Асламазян), gruz. trb. suren artemis dze aslamazaszwili, orm. Սուրեն Արտեմի Ասլամազաշվիլի (Ասլամազյան); ur. 16 lutego?/1 marca 1914 we wsi Kawtischeli w powiecie gorijskim w guberni tyfliskiej, zm. 22 listopada 1970 w Tbilisi) – radziecki żołnierz, starszy sierżant, Bohater Związku Radzieckiego (1944).

## Życiorys
Urodził się w gruzińskiej lub ormiańskiej rodzinie chłopskiej. Skończył szkołę wiejską, 1937–1939 odbywał służbę w Armii Czerwonej, po demobilizacji pracował w warsztacie samochodowym w Tbilisi. Po ataku Niemiec na ZSRR ponownie powołany do armii, od 20 sierpnia 1942 uczestniczył w wojnie z Niemcami, walczył w składzie 5 Gwardyjskiej Brygady Piechoty na Froncie Północno-Kaukaskim, brał udział w bitwie o Kaukaz. Od 25 sierpnia 1943 walczył na Froncie Stepowym, brał udział w operacji połtawsko-krzemieńczuckiej, w październiku 1943 został członkiem WKP(b). Jako dowódca oddziału kompanii rusznic przeciwpancernych 109 gwardyjskiego samodzielnego dywizjonu przeciwpancernego 110 Gwardyjskiej Dywizji Strzeleckiej w składzie 37. Armii Frontu Stepowego w stopniu sierżanta wyróżnił się podczas bitwy o Dniepr, biorąc udział w obronie przyczółka na południe od Krzemieńczuka, gdzie 14 października 1943 wraz z kompanią odpierał niemieckie kontrataki, zadając wrogowi duże straty; został wówczas ranny, jednak nie opuścił pola walki. Po utracie przytomności z powodu utraty krwi został ewakuowany do szpitala. Po wyleczeniu wrócił na front, biorąc udział w walkach na terytorium Mołdawskiej SRR, Rumunii, Węgier i Czechosłowacji. Po wojnie został zwolniony do rezerwy w stopniu starszego sierżanta, wrócił do rodzinnej wsi, później przeniósł się do Tbilisi, gdzie pracował w fabryce przędzalniczo-tkackiej i na stacji kolejowej, później w fabryce im. Kirowa.

## Odznaczenia
- Złota Gwiazda Bohatera Związku Radzieckiego (22 lutego 1944[1])
- Order Lenina (22 lutego 1944)
- Order Czerwonej Gwiazdy (12 października 1943)
- Medal „Za obronę Kaukazu”

I inne.